# اندی پارتون
اندی پارتون (انگلیسی: Andy Parton؛ زادهٔ ۲۹ سپتامبر ۱۹۸۳) بازیکن فوتبال اهل بریتانیا است.
از باشگاه‌هایی که در آن بازی کرده‌است می‌توان به باشگاه فوتبال استالی‌بریج سلتیک و باشگاه فوتبال اسکانتورپ یونایتد اشاره کرد.